# Лейх

Лейх о Деве Марии (Marienleich) Фрауэнлоба, первая строфа. Тип нотации: готическая однолинейная диастематическая. Тип формальной структуры: секвенционный. Рукопись: Кольмарский песенник (D-Mbs Cgm 4997, ок. 1460), f.19r.

Лейх (нем. Leich, мн. ж. Leichs) — жанр и крупная текстомузыкальная форма в творчестве миннезингеров, специфически немецкая разновидность лэ. Большинство сохранившихся лейхов датируются XIII — первой половиной XIV века.

## Краткая характеристика
По мнению большинства исследователей, лейх является немецким эквивалентом французского лэ. Несмотря на то, что слово leich отмечается как «музыкальный термин» уже в X веке, а Ноткер Немецкий (ум. в 1022) указывает на различие слов lied и leich, первые образцы лейхов регистрируются не ранее 1190 года, доминируют в течение XIII века и сходят на нет в XIV веке. Таким образом, хронология жанра в целом совпадает с хронологией труверского лэ.
Родство лэ и лейха обнаруживается не только в родственно звучащих терминах, но и в тематике, форме, технике композиции. В тематике выделяются лейх о любви к Прекрасной даме (Minneleich, см. Hohe Minne; сюда же входят лейхи о Деве Марии) и лейх о Крестовом походе (Kreuzleich; содержит призывы к битве с неверными во имя Господа и сюзерена). Некоторые лейхи близки плачам в стилистике Minneklage (например, Kreuzleich Генриха фон Ругге оплакивает кончину Фридриха I Барбароссы).
В форме различают секвенционный и эстампидный типы. В лейхе секвенционного типа пара двухстиховых строф одинаковой метрической структуры распевается на одну и ту же мелодию наподобие строфической григорианской секвенции; следующая пара строф другой метрической структуры распевается на другую мелодию, таким образом, ни стихи, ни музыка не повторяются. В эстампидном типе стих с его мелодией неоднократно возвращается, наподобие рефрена, как во французском рондо и в эстампиде. Как и лэ у труверов, лейх — самая крупная форма в творчестве миннезингеров. Крупнейший по объёму лейх  охватывает более 900 стихов; крупнейший у Фрауэнлоба Лейх о Марии (Marienleich) содержит 508 стихов.
Всего сохранилось около 45 лейхов, из которых только четверть — с музыкальной нотацией. Среди известных по имени авторов лейхов: Генрих фон Ругге (сохранился один лейх), Фридрих фон Хаузен и Гартман фон Ауэ (музыка и стихи у двух последних не сохранились), Вальтер фон дер Фогельвейде (1), Рейнмар фон Цветер (1), Ульрих из Винтерштеттена (5), Тангейзер (6), Отто фон Ботенлаубен (1), Конрад Вюрцбургский (2), Александр Дикий (Der wilde Alexander; 1), Иоганн Хадлауб (3), Фрауэнлоб (3). Из этого списка только у Фрауэнлоба наряду со стихами сохранилась музыка. Как и в других жанрах миннезанга, музыкальный склад лейхов монодический. Высота звука считывается уверенно благодаря диастематическому расположению невм и ключевой линейке (см. иллюстрацию), однако ритм не нотирован. В транскрипциях первой половины XX века преобладали модальные расшифровки ритма. Аутентисты начиная с последней четверти XX века и поныне интерпретируют ритм, как правило, в свободной манере (преобладают иррациональные отношения длительностей соседних уровней), ориентируясь на просодию текста.